# شهرستان پلهرژیموف
ناحیهٔ پلهریموو (به لاتین: Pelhřimov District) یک ناحیه در جمهوری چک است که در منطقه ویسوچینا واقع شده‌است. ناحیهٔ پلهریموو ۱٬۲۹۰ کیلومتر مربع مساحت و ۷۲٬۴۶۰ نفر جمعیت دارد.